# Caterina Volpicelli
Santa Caterina Volpicelli (Nàpols, 21 de gener de 1839 - 28 de desembre de 1894) va ser una religiosa italiana, fundadora de la congregació de les Esclaves del Sagrat Cor de Santa Caterina Volpicelli. Va ser proclamada beata per Joan Pau II el 2001, i santa el 26 de d'abril de 2009 pel Papa Benet XVI.

## Biografia
Caterina Volpicelli va néixer a Nàpols el 21 de gener de 1839, filla de Pietro i Teresa de Micheroux.
La seva família pertanyia a l'alta burgesia napolitana i era de profunda fe cristiana. Després d'una adolescència que va passar en l'amor pel teatre, la música, l'estudi de les lletres, després d'una forta crisi existencial va començar a prendre consciència de ser cridat a la vida religiosa.
Al principi es va pensar que la seva vocació no era per a la vida contemplativa, la qual va experimentar, però va haver de deixar per la seva fràgil salut. Especialment el pare Ludovico de Casoria la va ajudar a discernir que va estava cridada a viure els consells evangèlics «seguint enmig de la societat». Es va dedicar amb algunes col·laboradores a la difusió de l'Apostolat de pregària. Mitjançant el Pare Ramière, la Volpicelli va entrar en contacte amb una fundació francesa a la qual proposà els seus propis fins.
La institució francesa es va unir a la naixent Congregació dels Misioners del Sagrat Cor de Jesús de Jean Jules Chevalier. Va ser anomenada "Tercer Orde del Sagrat Cor" i va ser dirigida per Louise-Thérèse de Montaignac.
L'arquebisbe de Nàpols, Sisto Riario Sforza, després d'haver entès que la fundació napolitana naixent tenia la seva pròpia originalitat enfront de la de De Montaignac va determinar que les dues institucions se separessin. També el 1874, la fundació de Volpicelli va rebre l'aprovació de l'arquebisbe de Nàpols, i va ser anomenada la Pia Unió de les Esclaves del Sagrat Cor.
Catalina va sentir la necessitat que el seu treball tingués l'aprovació de la Santa Seu.
L'originalitat, la novetat de les formes de la seva fundació, que té per objecte ser reconeguda com a institució religiosa autèntica amb la professió pública dels vots, va despertar moltes inquietuds i hostilitats obertes, sobretot en l'ambient eclesiàstic romà. Les diverses dificultats van ser superades i el mes de juny de 1890 de l'Institut de les Serves del Sagrat Cor van guanyar el Decret de Lloança de la Congregació de Bisbes i Regulars, sense les seves formes innovadores es van modificar.
Caterina Volpicelli va morir el 28 de desembre de 1894, deixant una gran incertesa en la jove institució, que seguiria sent necessària la seva presència carismàtica.

## El culte
Va ser declarada venerable el 25 de març de 1945 pel papa Pius XII. El 28 de juny de 1999, Joan Pau II va promulgar el Decret del Miracle obtingut a través de la seva intercessió. El 29 d'abril de 2001, el mateix Papa la va proclamar beneïda. El 6 de desembre de 2008, el papa Benet XVI va signar el decret que reconeix el miracle atribuït a la intercessió de la dona, preludi de la canonització.
Va ser canonitzada a la plaça de Sant Pere del Vaticà el 26 d'abril de 2009 pel Papa Benet XVI.
La memòria litúrgica és el 22 de gener.
A Nàpols s'ha instal·lat recentment amb una placa commemorativa en la seva memòria a la Via Port'Alba, el seu lloc de naixement, com a religiosa que va ser capaç de realçar la figura femenina i va donar un gir a la vida religiosa femenina.

## Obres
- {{{títol}}}.
- {{{títol}}}, 2001.